# Geraldo Sempavor
Gerardo Geráldez, personaje legendario de la Historia de Portugal de la época de las luchas de la Reconquista, posteriormente se le conoció por el nombre de Geraldo Sem pavor (Gerardo sin miedo).
Personaje representativo del periodo de formación de las fronteras de Portugal, se cree que fue un noble de trato difícil, por lo que muy pronto abandonó el norte de Portugal para probar suerte en el sur del país, en las luchas contra los musulmanes de la Taifa de Badajoz. En esa calidad, lideró como un caudillo un bando de proscritos, salteadores y aventureros.

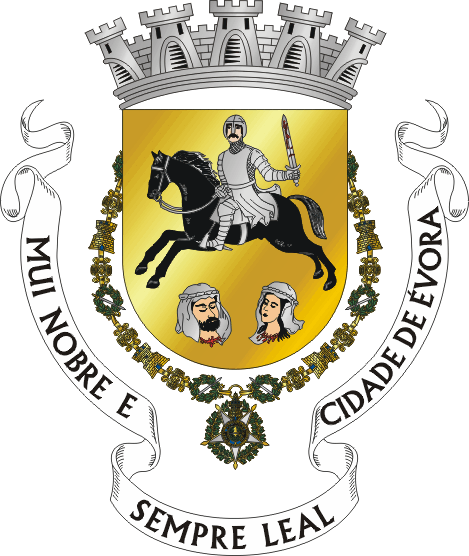
Representación de Gerardo Sempavor a caballo en el escudo de armas de Évora.

En la conquista de la región de Alentejo por Alfonso I de Portugal, Gerardo Sempavor se ofreció como voluntario para tomar la ciudad de Évora (1165), así como otras localidades vecinas (Serpa, Jurumeña). Utilizando como base de operaciones un castro hoy conocido como Castillo de Gerardo en Valverde y del cual existen algunas ruinas, se introdujo en los muros de la ciudad, ejecutando al gobernador musulmán y entregando la plaza al soberano.
Gerardo, además de la conquista de la región de Alentejo, conquistó a los musulmanes algunas plazas de la actual Extremadura, como Cáceres, Trujillo (1165) y Montánchez (1166), tapando la expansión del reino de León al sur. 
De personalidad imprevisible, fue uno de los principales entusiastas de la toma de Badajoz, campaña que, en 1169, vendría a revelarse como un desastre para las fuerzas de Alfonso I en general, y para las del propio Gerardo en particular, ya que Badajoz pertenecía, en caso de conquista, según el tratado de Sahagún, al reino de León por lo que Fernando II de León atacó a los portugueses infligiéndoles una dura derrota en la cual Alfonso I y el propio Gerardo fueron hechos prisioneros. Gerardo acabó por perder todas sus tierras excepto las del Castillo de Jurumeña.
Afirma la tradición que el espíritu aventurero de este noble lo llevó a Ceuta, en el Norte de África, en misión de espionaje al servicio secreto de Alfonso I de Portugal, que le había recomendado la toma de aquella plaza. Cuando la verdadera finalidad de la operación fue descubierta, Gerardo murió a manos de los almohades.
Figura central de la iconografía de la ciudad de Évora, se encuentra representado en posición céntrica en el escudo de armas del municipio, montando a caballo empuñando una espada ensangrentada.